# نادي لات لكرة السلة للسيدات
نادي لات لكرة السلة للسيدات (بالفرنسية: Basket Lattes Montpellier Méditerranée Métropole Association)‏ هو فريق كرة سلة فرنسي للسيدات تأسس في سنة 1974 يقع مقره في هيرولت. يلعب في الدوري الفرنسي لكرة السلة للسيدات.

## الإنجازات
- كأس فرنسا لكرة السلة للسيدات
  - 2011

## وصلات خارجية
- الموقع الرسمي